# Osiek (gmina w województwie warszawskim)
Osiek  (alt. Osiek parafii Ligowo; od 1921 Ligowo) – dawna gmina wiejska istniejąca do 1921 roku w woj. warszawskim. Siedzibą władz gminy był Osiek.
Za Królestwa Polskiego gmina Osiek należała do powiatu lipnowskiego w guberni płockiej.
W okresie międzywojennym gmina Osiek należała do powiatu lipnowskiego w woj. warszawskim. 26 sierpnia 1921 roku gminę przemianowano na gmina Ligowo.
Uwaga! Nie mylić gminy Osiek z istniejącą równolegle w tym samym powiecie gminą Osiek nad Wisłą!